# Dusona glabra
Dusona glabra là một loài tò vò trong họ Ichneumonidae.